# Teglkås
Teglkås is een Deens gehucht met vissershuisjes, voormalige rokerijen en een haventje. Het ligt aan de westkust van Bornholm, circa vier kilometer ten noorden van Hasle, op een smalle kuststrook tussen Helligpeder en Vang. Het plaatsje grenst aan een steile helling die uit gneis bestaat.

## Geschiedenis
Rond 1700 stond het gehucht als Teil Kaas bekend.
In vroeger tijden werd vanuit Teglkås eenvoudige visserij bedreven. In de jaren 1930 waren er circa 20 vissers. Men viste voornamelijk op haring en kabeljauw. De twee rokerijen, die dateren van circa 1900, werden tot 1960 gebruikt. Hierna werd de gevangen vis gerookt in Hasle.
De haven bestaat uit een buiten- en binnenhaven, waarvan laatstgenoemde vaste ligplaatsen kent. Deze haven werd in 1850 aangelegd en tot 1895 meerdere malen uitgebouwd. In 1895 werd de buitenste pier aangelegd. De laatste reparatiewerkzaamheden vonden plaats in 1996.

## Galerij

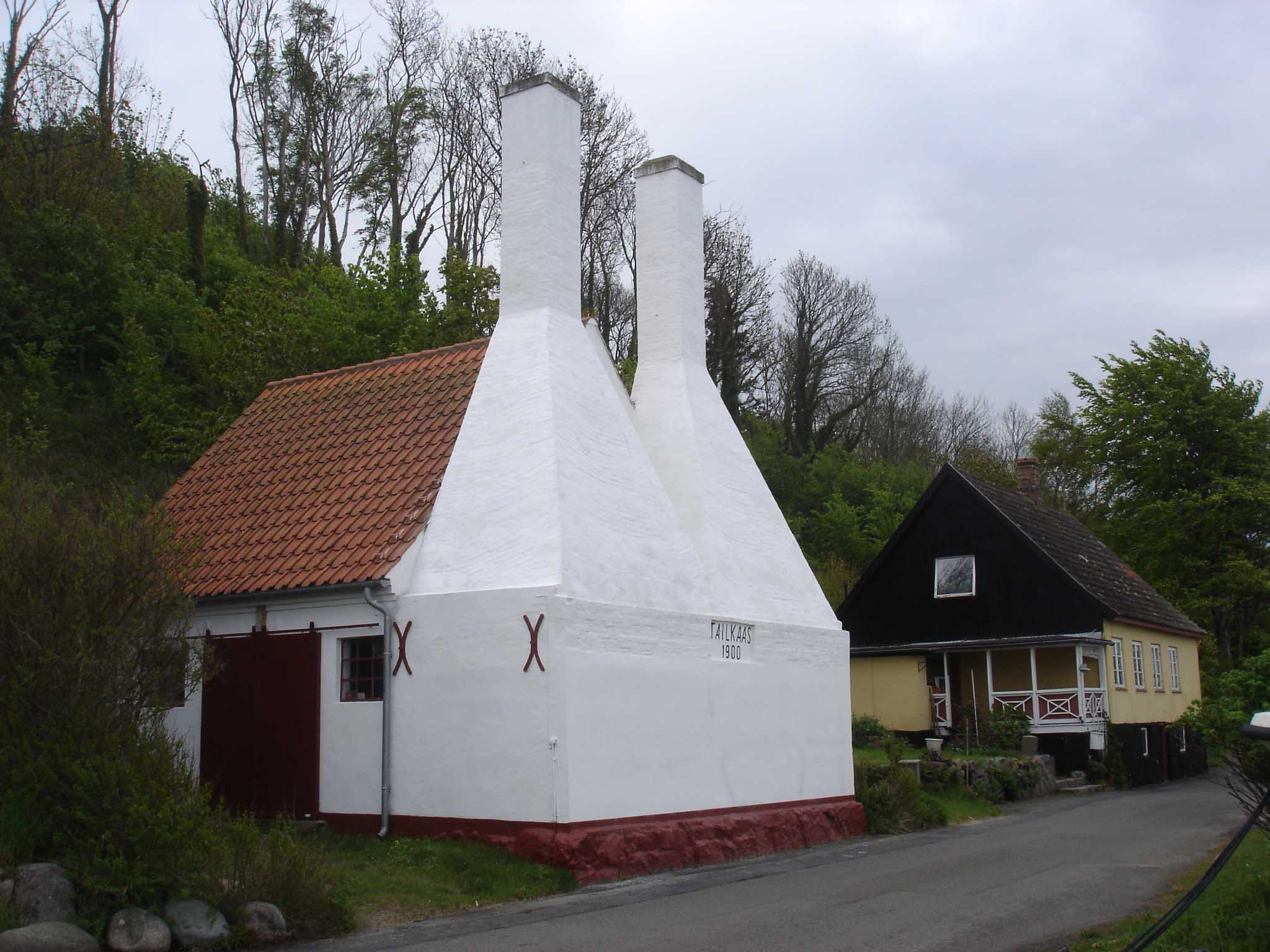
Rokerij: Tailkaas 1900
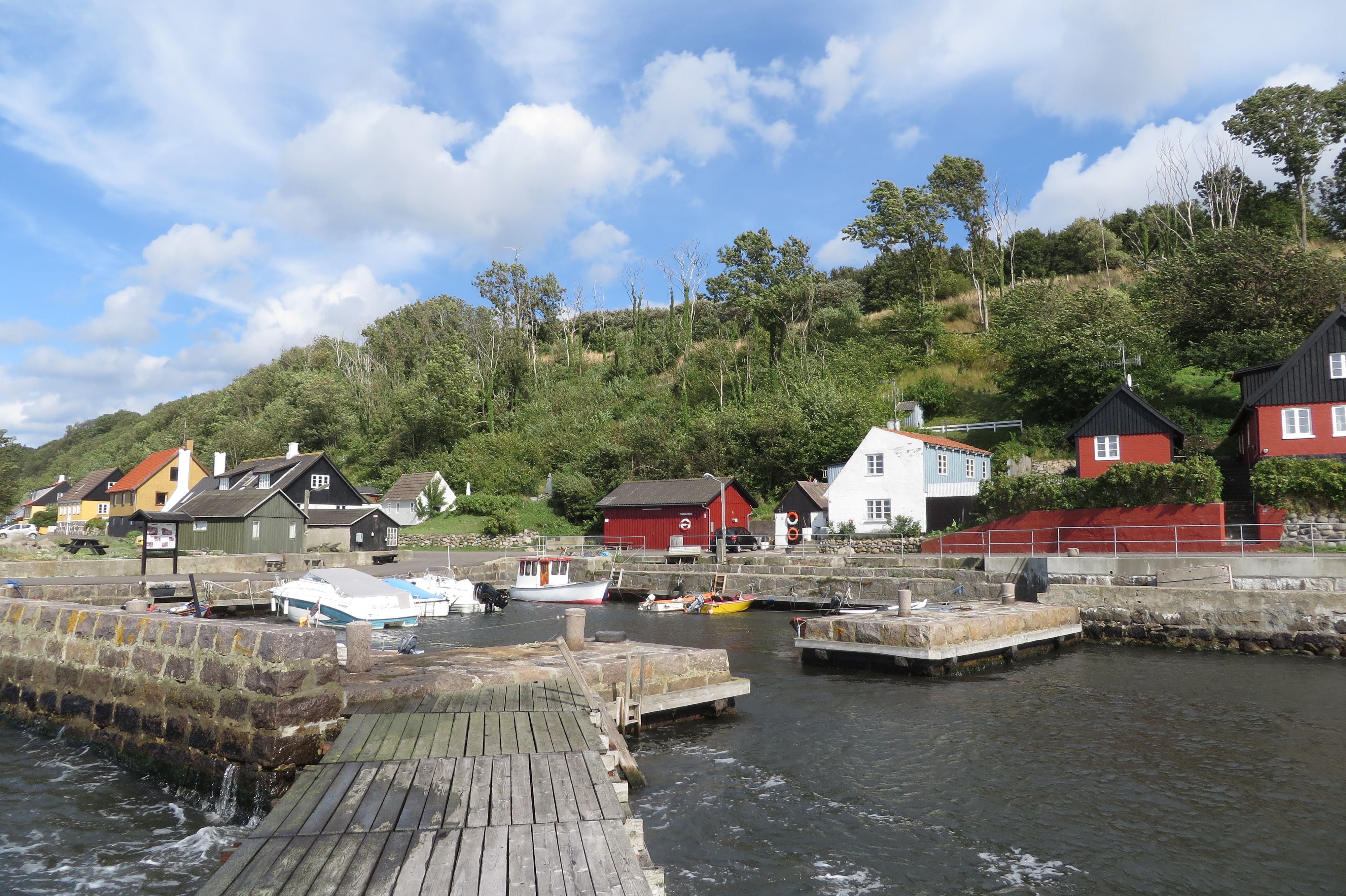
Haven Teglkås
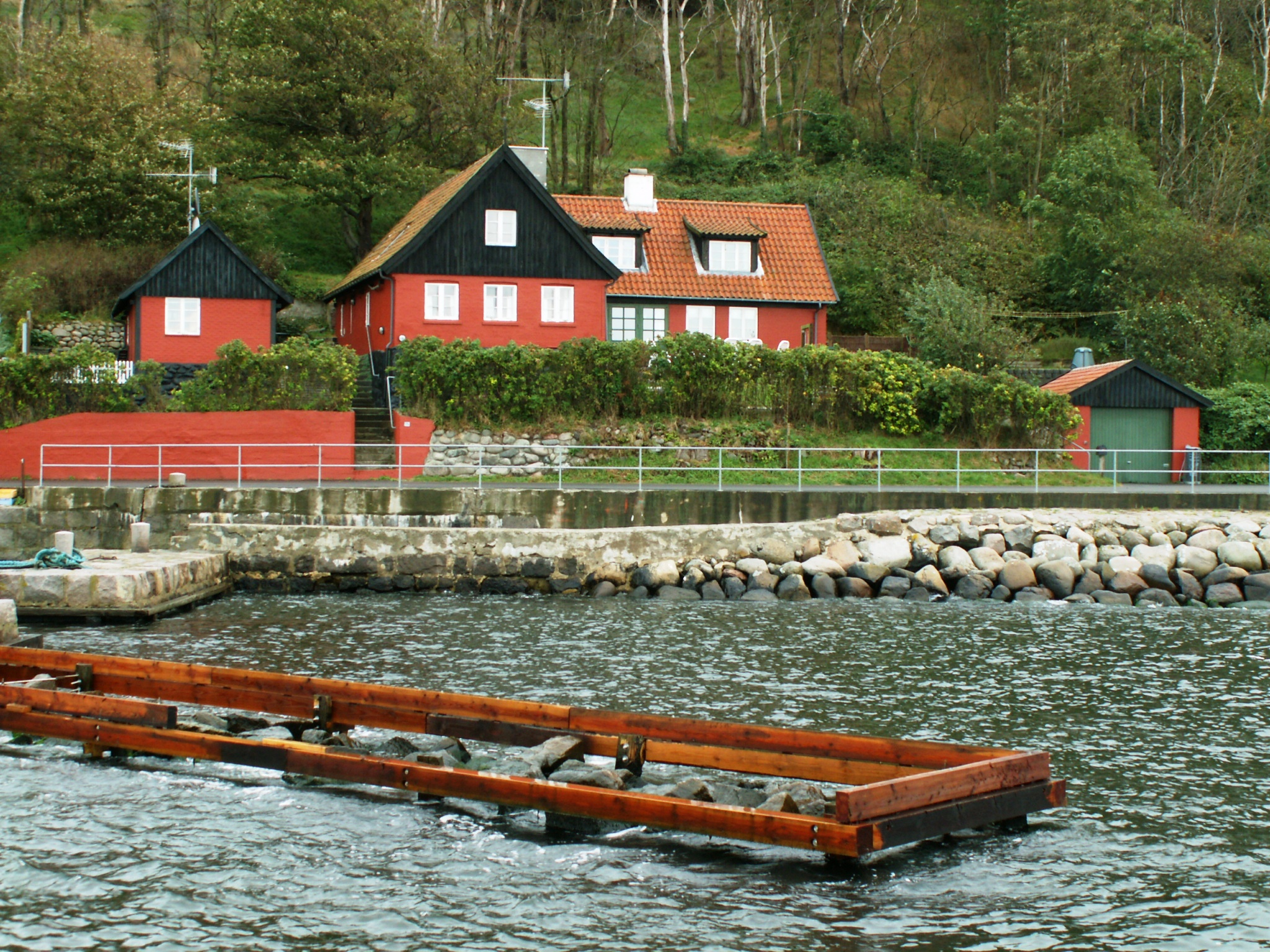
Teglkås

## Trivia
- Tussen Teglkås en Vang ligt Jons Kapel, een plaats waar volgens een legende een monnik de eilanders wilde bekeren.